# Јадвига Замоjска
Јадвига Замојска, рођена Ђалињска (Варшава, 4. јула 1831 — Корњик, 4. новембра 1923) била је пољска друштвена активисткиња.

## Биографија
Била је ћерка Титуса Ђалињског и Гризелде Целестине, рођене Замојски. Прве године живота провела је у Олешицама у Галицији; од 1838. живела је у Корњику, који је поново припојио Пољској њен отац. Школовала се код куће под крилом приватних учитељица, Ванде Жмиховске и Енглескиње Ане Бирт; 1852. удала се (након што је добила папску диспензацију) за брата своје мајке, генерала Владислава Замојског, конзервативног политичара повезаног са хотелом Ламберт. Преселила се у Париз, а свог мужа је пратила на политичким путовањима, укључујући и Турску и Велику Британију. Остала је у Француској након мужевљеве смрти (1868); приближила се ораторијанском реду и, под утицајем њихове идеје о стварању верских удружења без обавезних верских завета, одлучила је да оснује „школу хришћанског живота“.
Године 1881 . вратила се у Корњик и наредне године основала Школу домаћинства за жене. Године 1885. обухваћена тзв. Бизмарковим законима, протерана је из Пруске као француска држављанка. Преселила је школу у Лубовлу, затим у Калварију Зебжидовску, а 1891. у Кузнице у Закопане, које је њен син купио 1889. на аукцији.
Школа Јадвиге Замојске добила је подршку црквених власти и велико интересовање у друштву. Наставни план и програм обухватао је пре свега веронауку и практичну наставу шивења, везења и кувања, али и часове цртања, књижевности, географије, пољске историје и певања. Замојска је објављивала радове на верске и образовне теме, укључујући О васпитању (1903), приредила је и мемоаре свог мужа Јенерал Замојски (у шест томова, а објавила их је Библиотека Корњик 1910–1930). Проводила је доста времена у Паризу. Последње године живота провела је са сином у Корњику, где је умрла и ту је и сахрањена.
Из брака са Владиславом Замојским, осим сина Владислава, имала је и сина Витолда (1855–1874) и две ћерке: Марију (1857–1858), која је прерано умрла у Енглеској, и другу Марију ( 1860–1937).

## Процес беатификације
У међуратном периоду дељене су слике са ликом Јадвиге Замојске и молитвом за њено заступништво, издате уз сагласност надбискупије у Познању. Њену беатификацију промовисало је Удружење Госпе доброг савета у Кузницама. Митрополитска курија у Познању је 27. новембра 2012. званично покренула процес беатификације Јадвиге Замојске. Од тада је имала право на титулу слушкиње Божије.

## Ордење
- Официрски крст Ордена Полоније Реститута (13. јул 1921) „за заслуге за Републику Пољску у области просветне и филантропске делатности“ – одликована је Орденом Полоније Реститута међу првих 15 особа [5] [6] .

## Комеморација
Резолуцијом Сејма Републике Пољске  9. мандата на дан 22. јула 2022. године одлучено је да се 2023. година прогласи годином Јадвиге Замојске, рођене Ђалињске.